# Jefferson Township (Illinois)
Die Jefferson Township ist eine von 18 Townships im Stephenson County im Nordwesten des US-amerikanischen Bundesstaates Illinois.

## Geografie
Die Jefferson Township liegt Nordwesten von Illinois, rund 30 km südlich der Grenze zu Wisconsin. Der Mississippi, der die Grenze zu Iowa bildet, befindet sich rund 35 km westlich.
Die Jefferson Township liegt auf 42°14′12″ nördlicher Breite und 89°53′35″ westlicher Länge und erstreckt sich über 47,39 km². 
Die Jefferson Township liegt im äußersten Südwesten des Stephenson County und grenzt innerhalb dessen im Norden an die Kent Township und im Osten an die Loran Township. Im Süden grenzt die Township an das Carroll und im Westen an das Jo Daviess County.

## Verkehr
Durch die Township führen keine Fernstraßen. Es existieren eine Reihe untergeordneter Fahrwege, die zum größten Teil unbefestigt sind.
Der nächstgelegene Flugplatz ist der rund 30 km westlich der Township gelegene Albertus Airport bei Freeport.

## Bevölkerung
Bei der Volkszählung im Jahr 2010 hatte die Township 268 Einwohner. Es existieren keine Siedlungen; die Bevölkerung lebt verstreut über das Gebiet der Township.